# Deux Sœurs pour un roi
Pour plus de détails, voir Fiche technique et Distribution.
Deux Sœurs pour un roi (The Other Boleyn Girl) est un film américano-britannique réalisé par Justin Chadwick, sorti en 2008.
Cette chronique retrace l'histoire de Mary et Anne Boleyn, deux sœurs de la cour du roi Henri VIII d'Angleterre qui entretiennent une rivalité fratricide afin de se disputer les faveurs du roi.
Le film de Chadwick est une adaptation du best-seller du même nom écrit par la romancière britannique Philippa Gregory en 2001.

## Synopsis
Au XVIe siècle. Le duc de Norfolk, bien que déjà très fortuné, cherche constamment un moyen de s'enrichir. Lorsqu'il apprend que le couple du roi d'Angleterre, Henri VIII, bat de l'aile, il décide de faire appel à sa nièce, Anne Boleyn. L'objectif de cette manœuvre consiste à ce que Anne s'attire les faveurs royales et devienne ainsi la seconde femme du roi. Le duc espère acquérir davantage de notoriété au détriment de sa propre nièce.
Anne séduit le roi en mettant ses atouts en valeur. Faisant preuve d'une trop grande assurance lors d'une chasse à courre, la jeune femme perd toute crédibilité, car le roi revient en effet blessé et la renie. Rejetée par son oncle et son père, Anne subit une humiliation mordante. Mary, la sœur d'Anne, nouvellement mariée avec William Carey, soigne le roi qui s'éprend d'elle. Elle en devient la maitresse, remplaçant ainsi sa sœur.
Anne en vient alors à épouser secrètement l'homme dont elle est réellement amoureuse, Henry Percy. Mary l'apprend et la dénonce à leur père. Comme le jeune marié était déjà fiancé, et que leur union est consommée, son oncle et son père, furieux, envoient Anne à la cour de France et annulent ce mariage, honteux selon eux. La guerre entre les deux sœurs, déjà latente, commence vraiment : Anne en veut à sa sœur de la faire envoyer en « exil ». Sa mère la persuade d'en profiter pour s'instruire davantage.
Peu de temps après, Mary est enceinte du roi, ce qui donne à la famille Boleyn un certain statut social avec des privilèges. Mary, affaiblie, ne peut plus partager la couche du roi et se retrouve cloitrée dans sa chambre jusqu'à la fin de sa grossesse. Son oncle, contrarié, cherche un moyen de garder les faveurs du roi. Anne est choisie pour cette mission, et on la fait revenir de France. Changée, Anne est devenue plus cultivée, au fait des coutumes de la cour de France et plus volontaire et affirmée; et Mary s'inquiète de sa situation, craignant de se voir éclipsée par sa sœur. Charmé par cette « nouvelle » Anne, le roi délaisse peu à peu Mary. Cette dernière nourrit une rancune contre sa sœur, se sentant trahie et responsable de l'indécision du roi, dont elle est tombée amoureuse.
Anne refuse les avances du roi, prétextant que Mary est enceinte de lui. En vérité, elle ne veut pas être une simple maîtresse de roi et cherche à se venger de cette sœur qui lui a « volé » le roi et l'a envoyée en exil.
Mary donne naissance à un fils, tandis que le roi, qui porte maintenant toute son attention à Anne, lui promet « son seul et unique amour », et d'abandonner pour elle sa femme et Mary. La haine entre les deux sœurs s'intensifie et Mary se voit obligée de repartir à la campagne, seule avec son enfant.
Le roi cherche à éloigner sa femme pour satisfaire les exigences d'Anne qui ne veut pas se donner à lui comme une putain (Mary couvre sa sœur sur le fait qu'elle ait consommé son premier mariage). Le roi, furieux de voir le peuple hurler contre l'injustice commise envers leur reine et lassé de se heurter sans cesse au refus obstiné de celle qu'il désire, la viole. Afin d'annuler son mariage et d'évincer la reine, le roi rompt avec l'Église catholique romaine et épouse Anne, qui est ensuite traitée de sorcière par le peuple.
Anne donne bientôt naissance à une fille, la future Élisabeth. Elle n'accepte pas les infidélités du roi et leur relation se dégrade. Malgré cela, Anne est à nouveau enceinte. Ce futur enfant est son seul moyen de garder les faveurs du roi. Mais quand elle fait une fausse couche, tout semble perdu. Le roi la croyant toujours enceinte, elle n'ose lui avouer la vérité, et encore moins recoucher avec lui pour lui donner un autre enfant.
Juste avant, du côté des Boleyn, un mariage entre leur cadet, George, est organisé avec Jane Parker, qu'il déteste. Désespérée et en proie à une folie panique, Anne demande tout simplement à son frère de lui faire un enfant. Tandis qu'elle monte à sa chambre, Jane les aperçoit. Cependant, les deux jeunes gens sont incapables de passer à l'acte, mais le mal est déjà fait. Mis au courant de la situation par Jane Parker, le duc de Norfolk met au courant le roi, et accuse la reine de haute trahison. George et Anne sont immédiatement emprisonnés. George est exécuté, tandis qu'Anne est condamnée à mort.
Revenant de la campagne où elle s'était cachée, Mary tente par tous les moyens de se réconcilier avec Anne avant son exécution. Mais, ne souhaitant pas la voir mourir, elle court voir le roi pour le supplier d'épargner sa sœur. Il lui donne sa parole. Cependant, lorsqu'Anne est amenée à l'échafaud, un bourreau l'attend et la décapite : Henri n'a pas respecté sa parole. Il ne souhaite plus voir Mary à la cour, qui s'en va en emportant avec elle Élisabeth, respectant ainsi l'ultime vœu de sa défunte sœur.
Accablé et disgracié, sir Thomas Boleyn meurt deux ans plus tard. Le duc de Norfolk est emprisonné. Parmi sa descendance, son fils, son petit-fils et son arrière-petit-fils sont exécutés pour trahison. La décision d'Henri VIII d'Angleterre de rompre avec l'Église catholique romaine change pour toujours le contexte religieux de l'Angleterre.
Mary épouse William Stafford et vit heureuse avec lui, loin de la cour, pour le restant de ses jours. La crainte d'Henri VIII d'Angleterre de laisser l'Angleterre sans digne successeur se révèle sans fondement. Il laisse une héritière qui règne sur l'Angleterre durant 45 ans : la solide petite fille rousse qu'Anne lui avait donnée, Élisabeth. L'ère élisabéthaine commence.

## Fiche technique
- Titre original : The Other Boleyn Girl
- Titre français : Deux Sœurs pour un roi
- Réalisation : Justin Chadwick
- Scénario : Peter Morgan, d'après le roman de Philippa Gregory
- Décors : John Paul Kelly et Sara Wan
- Costumes : Sandy Powell
- Photographie : Kieran McGuigan
- Montage : Paul Knight et Carol Littleton
- Musique : Paul Cantelon
- Production : Scott Rudin et Alison Owen
- Société de distribution : Columbia Pictures
- Budget : 35 millions de dollars
- Pays d'origine :  États-Unis,  Royaume-Uni
- Langue originale : anglais américain et britannique
- Format : couleur - 35 mm - 1,85:1 - son SDDS
- Genre : film historique, dramatique
- Durée : 115 minutes
- Dates de sortie :
  -  Allemagne : 15 février 2008 (Festival international du film de Berlin)
  -  Royaume-Uni : 19 février 2008 (avant-première à Londres), 7 mars 2008 (sortie nationale)
  -  États-Unis : 29 février 2008
  -  France : 2 avril 2008
  -  Belgique : 9 avril 2008
  -  Suisse : 16 avril 2008

## Distribution

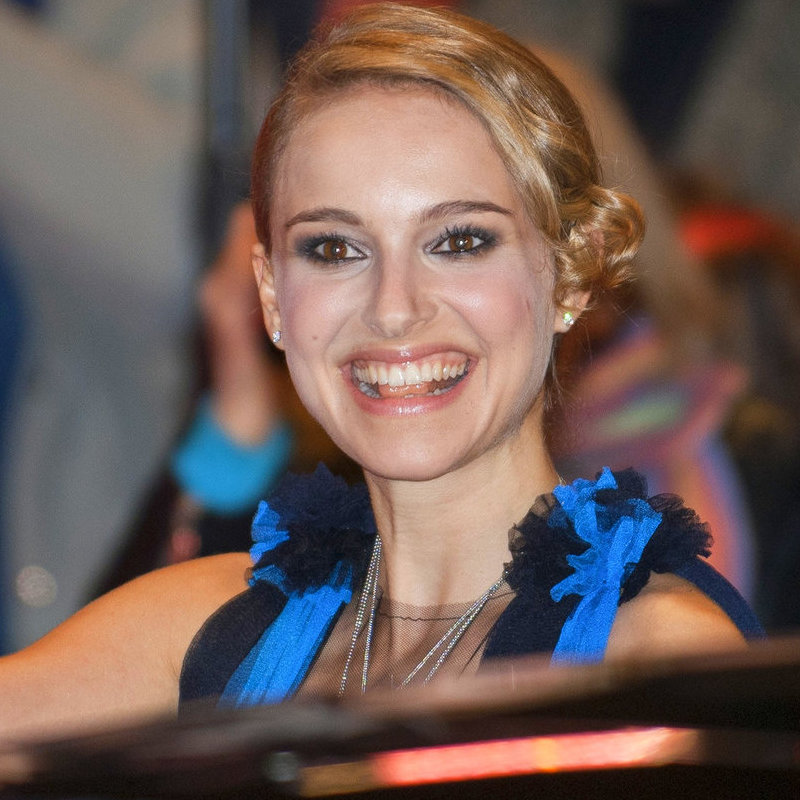
Natalie Portman pour la présentation du film à la Berlinale 2008.

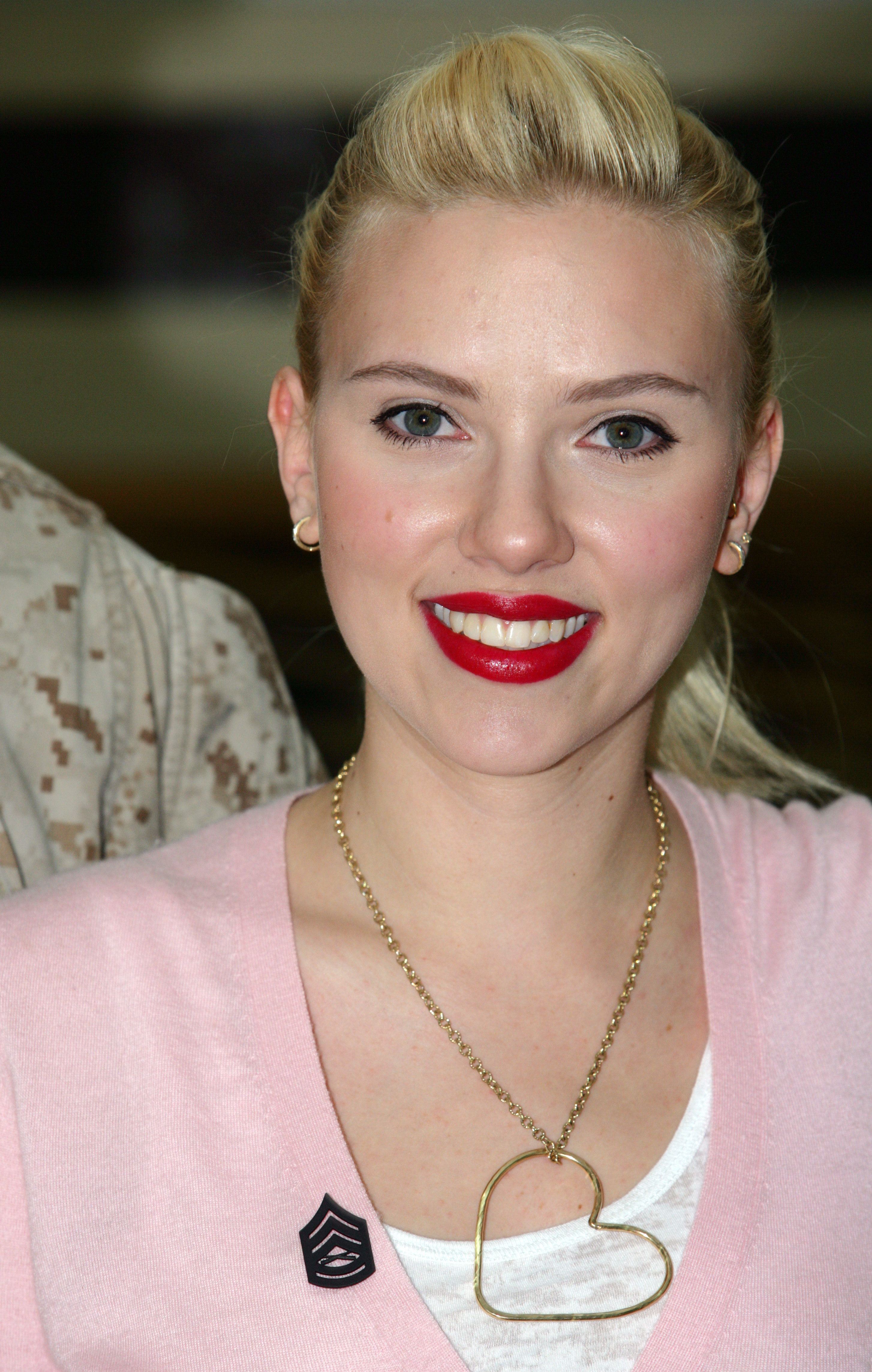
Scarlett Johansson.

- Eric Bana (VF : Jean-Yves Berteloot ; VQ : Jean-François Beaupré) : Henri VIII d'Angleterre
- Natalie Portman (VF : Céline Mauge ; VQ : Aline Pinsonneault) : Anne Boleyn
- Scarlett Johansson (VF : Elsa Mollien ; VQ : Camille Cyr-Desmarais) : Mary Boleyn
- Jim Sturgess (VF : Emmanuel Garijo ; VQ : Philippe Martin) : George Boleyn
- Kristin Scott Thomas (VF : Rafaèle Moutier ; VQ : Anne Bédard) : Elizabeth Boleyn
- Mark Rylance (VF : Patrick Préjean ; VQ : Antoine Durand) : Thomas Boleyn
- David Morrissey (VF : Patrick Bethune ; VQ : Daniel Picard) : Thomas Howard, duc de Norfolk
- Ana Torrent (VF : Brigitte Virtudes ; VQ : Élise Bertrand) : Catherine d'Aragon
- Eddie Redmayne (VF : Adrien Antoine ; VQ : Nicolas Charbonneaux-Collombet) : William Stafford (en)
- Benedict Cumberbatch : William Carey
- Oliver Coleman (en) : Henry Percy
- Juno Temple (VQ : Julie Burroughs) : Jane Parker
- Andrew Garfield : Francis Weston (en) (rôle coupé au montage)[1]
- Bill Wallis : l'archevêque de Canterbury
- Iain Mitchell : Thomas Cromwell
- Corinne Galloway : Jeanne Seymour
- Constance Stride : Marie Tudor jeune
- Maisie Smith (en) : Élisabeth Tudor jeune
- Alfie Allen : le messager du roi
- Michael Smiley (VF : Serge Faliu) : le médecin
- Mark Lewis Jones : Brandon
- Montserrat Roig de Puig : la dame d'honneur de la reine Catherine
- Bill Wallis : l'archevêque Thomas Cranmer
- Joanna Scanlan : la sage-femme
- John Simmit : l'impresario (non crédité)

## Accueil

### Accueil critique
Sur l'agrégateur américain Rotten Tomatoes, le film récolte 43 % d'opinions favorables pour 145 critiques. Sur Metacritic, il obtient une note moyenne de 50⁄100 pour 34 critiques.
En France, le site Allociné propose une note moyenne de 3⁄5 à partir de l'interprétation de critiques provenant de 23 titres de presse.

## Différences avec la réalité historique
Mary Boleyn n'a sans doute pas l'importance que lui attribue le film. En effet, elle est envoyée en France dès son jeune âge avec son père, ambassadeur au nom d'Henri VII à la cour du roi de France Louis XII. Ses deux filles y sont formées. Bien avant cela, Anne et Mary font des séjours en fonction des missions diplomatiques de leur père en Flandres où elles rencontrent Marguerite d'Autriche. Les missions diplomatiques de Thomas Boleyn continuent sous le règne du nouveau souverain, François Ier. Mary est, peut-être, l'une de ses nombreuses conquêtes d'un soir. C'est lors d'un voyage en France qu'Henri VIII d'Angleterre rencontre Mary Boleyn. Elle est sa maîtresse mais il se lasse vite d'elle. À la suite de quoi, elle se retire de la cour, cédant sa place à sa brillante et ambitieuse sœur, Anne.
Contrairement à ce que montre le film, Mary Boleyn et Henry VIII n'eurent jamais d'enfant. Il y eut beaucoup de spéculations sur la paternité des enfants de Mary mais rien ne confirme que l'un d'eux est vraiment un enfant du roi. Le roi aurait très bien pu les reconnaître s'ils avaient été ses enfants, étant donné qu'il avait déjà reconnu un enfant illégitime, Henry FitzRoy, fils d'une de ses maîtresses, Elizabeth Blount. Le seul enfant appartenant à la fois à la maison Boleyn et à la maison Tudor est Élisabeth, fille d'Anne Boleyn et Henry VIII (maison des Tudor).
Le film montre qu'après la mort de la reine Anne Boleyn, Mary retourne au palais, prend la princesse Élisabeth, déclarée bâtarde, et l'emmène avec elle à la campagne où elle s'occupe dorénavant de son éducation. Dans les faits, rien n'indique que Mary ait eu une quelconque influence sur le sort d'Élisabeth après la mort de sa mère. À l'époque de l'exécution de sa sœur, Mary est supposément mariée au roturier William Stafford et n'a aucune relation avec la cour anglaise.
On observe la quasi absence du cardinal Wolsey, ennemi des Boleyn, principal ministre d'Henri VIII d'Angleterre du début de son règne à sa disgrâce en 1529, causée par les Boleyn. Les luttes entre ces deux factions expliquent la lente ascension de la famille Boleyn. Une seule scène lui est accordée. Autre oubli majeur : Thomas Cromwell, aumônier des Boleyn, luthérien convaincu, chancelier d'Henri VIII de 1534 à 1540 apparaît une seule fois dans le film, à la fin (il est chargé de citer les chefs d'accusation à l'encontre d'Anne Boleyn). Il a pourtant un rôle capital dans la propagation de la Réforme en Angleterre et surtout dans la chute de Wolsey et des Boleyn.
Thomas Boleyn, le père des deux sœurs, est présenté comme un homme faible, poussé par son beau-frère, le duc de Norfolk, alors qu'il est communément admis que c'était un homme habile et particulièrement ambitieux.
Enfin, le film suggère la possibilité d'un inceste entre Anne et son frère Georges (qu'ils n'arrivent finalement pas à consommer). Cette hypothèse, largement alimentée par la propagande pro-henrycienne, a longtemps perduré. Bien que des doutes subsistent, elle n'est toutefois ni discréditée, ni confirmée à ce jour (dans le roman, l'inceste est consommé, c'est du moins ce que Mary déduit).

## Autour du film

### Conséquences historiques des Boleyn
Anne Boleyn est décapitée. Cette brutale disgrâce peut avoir deux raisons :
- En répudiant Catherine d'Aragon, sa première épouse, Henri VIII d'Angleterre se met à dos l'Espagne et l'Empire. Charles Quint, le neveu de Catherine, ne reconnait pas Anne Boleyn. Dans un contexte politique mouvant, une alliance avec l'Espagne est nécessaire. Il faut se débarrasser de cette reine qui incarne à la fois l'alliance avec la France (son éducation plus française qu'anglaise, le roi de France l'a toujours soutenue) et l'outrage fait à l'Espagne en répudiant la reine légitime.
- Voyant que sa femme ne lui donne pas d'héritier mâle, il est capital pour Henri VIII d'Angleterre de trouver une femme pouvant lui donner un fils qui prolonge la dynastie (le souvenir de la guerre des Deux-Roses entre York et Lancastre est encore dans les mémoires). Sa nouvelle liaison avec la sévère Jeanne Seymour explique aussi peut-être la raison de la rapide disgrâce d'Anne Boleyn.

Ironie de l'histoire, Jane Parker, dont le témoignage contre son époux et sa belle-sœur contribua à leur jugement et exécution, aidera la 5e épouse d'Henri VIII d'Angleterre, Catherine Howard, cousine d'Anne Boleyn, et nièce du duc de Norfolk, à commettre un adultère avec un gentilhomme au service du roi, Thomas Culpeper. Les deux femmes sont exécutées en 1542 pour haute trahison.